# I Państwowe Liceum i Gimnazjum im. Króla Kazimierza Jagiellończyka w Kołomyi

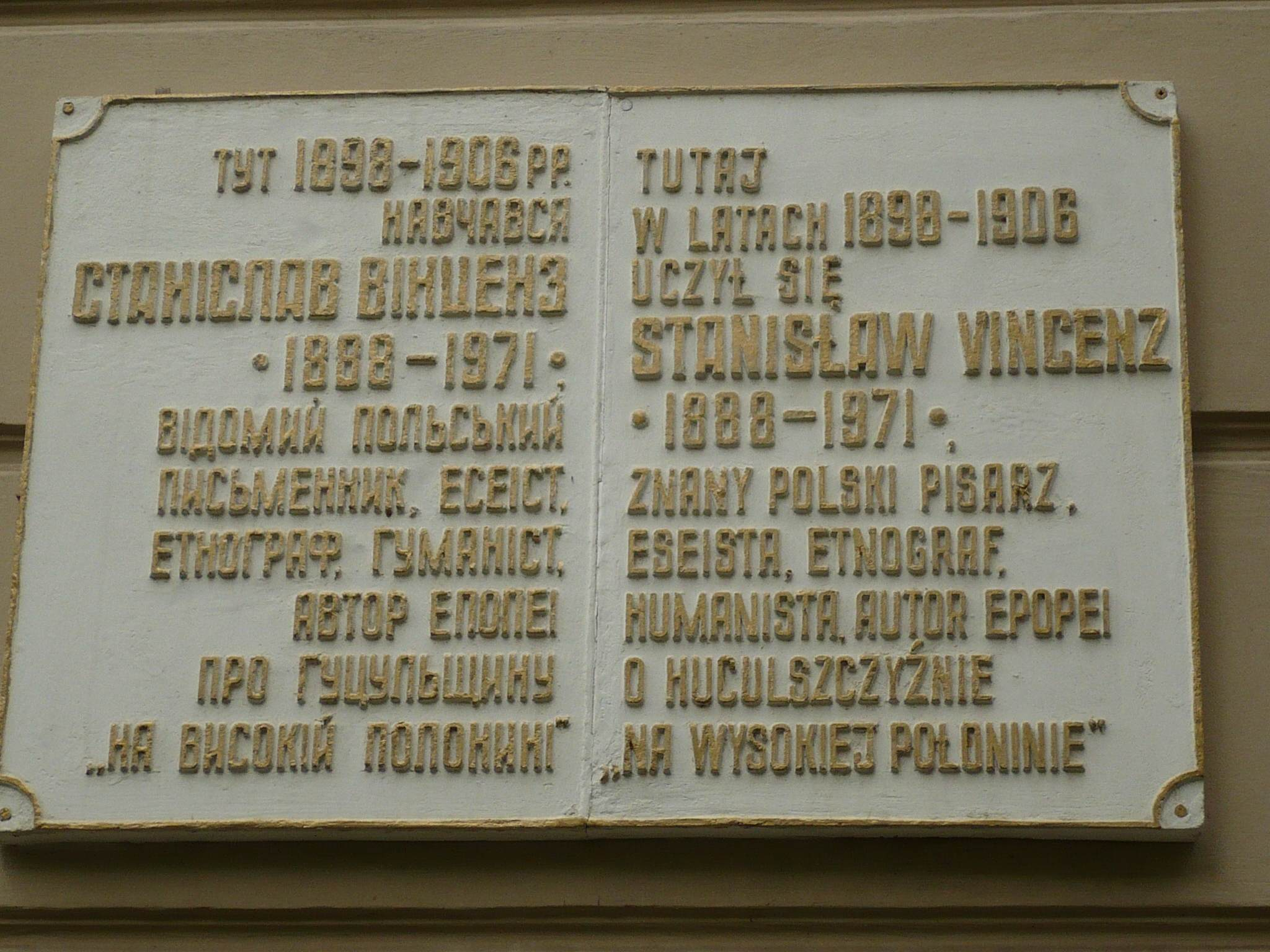
Tablica poświęcona St. Vincenzowi na budynku (2009)

I Państwowe Liceum i Gimnazjum im. Króla Kazimierza Jagiellończyka w Kołomyi – polska szkoła z siedzibą w Kołomyi w okresie II Rzeczypospolitej, od 1938 o statusie gimnazjum i liceum ogólnokształcącego.

## Historia
W okresie zaboru austriackiego gimnazjum zostało założone w 1861. W 1871  kosztem gminy rozpoczęto budowę nowego budynku, do którego w 1875 zostało przeniesione gimnazjum. Stanął on na miejscu dawnego zamku. W 1875 zorganizowano pierwszy egzamin dojrzałości.
7 września 1892 C. K. Rada Szkolna Krajowa na podstawie zgody cesarza Franciszka Józefa, poleciła stworzyć w C.K. Gimnazjum równorzędną klasę pierwszą z językiem ruskim jako wykładowym. Przeprowadzono dodatkowy nabór i 21 września nastąpiło uroczyste otwarcie. Wziął w nim udział marszałek Rady Powiatowej kniaź Roman Puzyna. Opiekunem otwartej w 1892 pierwszej klasy ruskiej został były wychowanek kołomyjskiego gimnazjum, prof. Ludwik Salo. W roku szkolnym 1899/1900 było osiem klas z językiem ruskim jako wykładowym. Reskryptem z 9 marca 1900 roku przekształcono je w osobne gimnazjum. Rozpoczęło ono pracę 3 września 1900. Pierwszym dyrektorem został Sofron Niedzielski. Mieściło się w sąsiednim budynku i uczniowie tej szkoły wspólnie z uczniami gimnazjum z polskim językiem wykładowym korzystali z boiska i sali gimnastycznej, która mieściła się w osobnym budynku obok szkoły.

### 1918-1939
W 1918 roku szkoła rozpoczęła pracę 23 września. 1 listopada Kołomyja została zajęta przez wojska ukraińskie. Przed świętami Bożego Narodzenia władze ukraińskie zarządzały od nauczycieli podpisania przyrzeczenia na wierność Ukrainie, jako warunek otwarcia szkoły po zakończeniu ferii. Ponieważ większość nauczycieli nie wyraziła zgody 11 stycznia 1919 roku szkoła została zajęta przez wojska ukraińskie, a 21 stycznia wprowadziło się tam gimnazjum ukraińskie. 20 lutego także tamta szkoła musiała opuścić budynek, gdyż umieszczono w nim szpital wojskowy. Polscy nauczyciele, aby uczniowie nie stracili roku zorganizowali tajne kursy, które prowadzono do maja 1919 roku. 24 maja 1919 Kołomyja została zajęta przez wojska rumuńskie, a te zezwoliły na otwarcie szkoły 1 czerwca. Pod koniec czerwca odbyły się egzaminy maturalne, a rok szkolny zakończono 1 lipca 1919 roku. 
23 sierpnia do Kołomyi wkroczyły wojska polskie. Nowy rok 1919/20 rozpoczęto dopiero 15 września, bo budynek szkolny wymagał remontu. Reskryptem Ministra Wyznań Religijnych i Oświecenia Publicznego z 3 października 1921 szkole nadano imię króla Kazimierza Jagiellończyka. W 1926 w gimnazjum w typie humanistycznym prowadzono osiem klas w 16 oddziałach, w których uczyło się 510 uczniów płci męskiej oraz 16 płci żeńskiej. Szkoła mieściła się w budynku przy ulicy Adama Mickiewicza 3
Zarządzeniem Ministra Wyznań Religijnych i Oświecenia Publicznego Wojciecha Świętosławskiego z 23 lutego 1937 „I Państwowe Gimnazjum im. Króla Kazimierza Jagiellończyka w Kołomyi” zostało przekształcone w „I Państwowe Liceum i Gimnazjum im. Króla Kazimierza Jagiellończyka w Kołomyi” (państwową szkołę średnią ogólnokształcącą, złożoną z czteroletniego gimnazjum i dwuletniego liceum), a po wejściu w życie tzw. reformy jędrzejewiczowskiej szkoła miała charakter męski, a wydział liceum ogólnokształcącego był prowadzony w typie humanistycznym i matematyczno-fizycznym. Szkoła istniała do 1939 roku.

### Po II wojnie światowej
Obecnie w państwie ukraińskim w dawnym gmachu Gimnazjum mieści się Kołomyjska Specjalistyczna Szkoła I-III Stopnia nr 1 im. Wasyla Stefanyka. 

## Dyrektorzy
- Teodor Biłous[1]
- Ambroży Stankowski[1]
- Manuel Kiszakiewicz[1]
- Kalikst Kruczkowski[1]
- Aleksander Borkowski[1]
- Emanuel Wolff[1] (1883-1891)
- Józef Skupniewicz[1] (1891-przynamniej 1914[12])
- Stanisław Boroń (od ? do lat 30.)[8][13][14][15]

## Nauczyciele
Wśród nauczycieli byli członkowie krakowskiej Akademii Umiejętności oraz krajowych i zagranicznych towarzystw naukowych, m.in.: Leopold Wajgiel, Bonawentura Graszyński, a także Józef Piotrowski, Ludwik Salo, Wacław Borzemski, Zygmunt Klinger.

## Absolwenci, uczniowie
- Łew Baczynski – ukraiński adwokat, polityk
- Henryk Bezeg – oficer Wojska Polskiego
- Marko Czeremszyna – ukraiński pisarz, prawnik, działacz społeczny
- Leopold Dallinger – polski duchowny rzymskokatolicki
- Stanisław Domański – polski lekarz, oficer, działacz społeczny
- Franciszek Kruszelnicki – polski prawnik
- Włodzimierz Kulczycki – polski lekarz weterynarii, zoolog, anatom zwierząt
- Mieczysław Nawarski – polski inżynier, urzędnik, oficer
- Ludwik Salo – nauczyciel
- Jan Scherff – prokurator
- Wasyl Stefanyk – ukraiński poeta, polityk, poseł do Rady Państwa w Wiedniu
- Alojzy Świątek – polski inżynier rolnik, profesor nadzwyczajny
- Kyryło Trylowski – ukraiński działacz społeczny i polityczny, adwokat, publicysta
- Stanisław Trzebunia – oficer Wojska Polskiego
- Stanisław Vincenz – polski pisarz, znawca Huculszczyzny i Pokucia
- Edmund Wełdycz – prawnik, oficer Wojska Polskiego